# Apamea indocilis
Apamea indocilis là một loài bướm đêm thuộc họ Noctuidae. Loài này có ở coast to coast ở miền nam Canada và miền bắc Hoa Kỳ, phía nam ở phía đông đến Maryland, phía nam ở phía tây đến miền trung California.
Many authors consider it to be a subspecies của Apamea remissa.
Sải cánh dài 35–42 mm. Con trưởng thành bay từ tháng 5 đến tháng 8.
Ấu trùng ăn nhiều loại cỏ.